# I Won't Tell
I Won't Tell è il primo singolo del rapper statunitense Fat Joe estratto dall'album The Elephant in the Room. È stato prodotto dal team The Hitmen e vi ha partecipato il cantante R&B J. Holiday.

## Informazioni
Il testo della canzone è stato scritto dallo stesso Fat Joe, più da Levar Coppin, Delano Mathews e Mario Winans. Tutte le strofe sono rappate da Fat Joe, mentre J. Holiday canta il ritornello.
L'8 novembre 2007 "I Won't Tell" è stata pubblicata sul MySpace dell'artista, mentre il 4 dicembre è stata pubblicata su iTunes.
Ha raggiunto la posizione n.37 nella chart Billboard Hot 100, la n.12 nella Hot R&B/Hip-Hop Songs e la n.3 nella Hot Rap Tracks, riscuotendo complessivamente negli USA un discreto successo. In Brasile ha raggiunto la posizione n.72.

## Videoclip
Il videoclip è stato pubblicato sulla pagina video del MySpace di Fat Joe il 18 dicembre 2007 e ha raggiunto la posizione n.4 nella chart Hot Videoclip Tracks.
Vi fanno apparizione moltissimi artisti, quali Bow Wow, LL Cool J, Diddy, Christina Milian, LeToya Luckett, Junior Reid, Mario Winans, Pitbull, Scott Storch, Flo Rida, E-Class (manager della Poe Boy Entertainment), Akon, DJ Khaled, Slim Thug, Sheek Louch, Dre e Brisco.
Nella scena iniziale, Fat Joe è a bordo di un aereo privato assieme a una ragazza. Quando i due atterrano, ad attenderli vi è una limousine che li porta a un lussuoso party. Nelle scene successive, spiccano i numerosi cameo su citati e Fat Joe e J. Holiday cantano sia mentre sono sulla pista da ballo, sia mentre sono seduti a bere champagne o mentre sono impegnati in tentativi di corteggiamento. Nella scena finale, Fat Joe se ne va dalla festa accompagnato da una ragazza.

## Posizioni in classifica
| Chart (2008)                          | Posizione massima |
| ------------------------------------- | ----------------- |
| Billboard Hot 100 (USA)               | 37                |
| Billboard Hot R&B/Hip-Hop Songs (USA) | 12                |
| Billboard Hot Rap Tracks (USA)        | 3                 |
| Billboard Pop 100 (USA)               | 68                |
| Billboard Hot Digital Songs (USA)     | 72                |
| Billboard Hot RingMasters (USA)       | 32                |
| Billboard Hot Videoclip Tracks (USA)  | 4                 |
| Brazilian Hot 100 (Brasile)           | 72                |